# イェンネ
イェンネ（伊: Jenne）は、イタリア共和国ラツィオ州ローマ県にある、人口約320人の基礎自治体（コムーネ）。

## 地理

### 位置・広がり
ローマ県東部のコムーネ。

#### 隣接コムーネ
隣接するコムーネは以下の通り。括弧内のFRはフロジノーネ県所属を示す。
- アルチナッツォ・ロマーノ
- スビアーコ
- トレーヴィ・ネル・ラーツィオ (FR)
- ヴァッレピエトラ

### 地勢・地形
- 河川：アニエーネ川

### 気候分類・地震分類
イェンネにおけるイタリアの気候分類 (it) および度日は、zona E, 2788 GGである。
また、イタリアの地震リスク階級 (it) では、zona 2B (sismicità media) に分類される。

## 行政

### 山岳部共同体
広域行政組織である山岳部共同体「アニェーネ山岳部共同体」 (it:Comunità montana dell'Aniene) （事務所所在地: アーゴスタ）に属する。

## 人物

### おもな出身者
- アレクサンデル4世 - 13世紀のローマ教皇（在位：1254年 - 1261年）。